# Igor-Alexandre Nataf
Igor-Alexandre Nataf (París, 2 de maig de 1978), és un jugador d'escacs francès, que té el títol de Gran Mestre des de 1998.
Tot i que roman inactiu des del juliol de 2017, a la llista d'Elo de la FIDE del gener de 2022, hi tenia un Elo de 2506 punts, cosa que en feia el jugador número 25 de França. El seu màxim Elo va ser de 2596 punts, a la llista d'abril de 2007 (posició 167 al rànquing mundial).
|  |

## Biografia i resultats destacats en competició
Va començar a prendre contacte amb els escacs amb Patrick Gonneau a l'escola d'escacs de Bagneux, i després amb Robert Poli al liceu Victor Duruy i amb Chantal Chaudé de Silans al seu famós club “Caissa”. Fou acompanyat en la seva progressió pel Mestre Internacional Laslo Nemety, i posteriorment pels Grans Mestres Jacob Murey, Olivier Renet i Milos Pavlovic.
Diversos cops campió de França juvenil, i vice-Campió d'Europa per edats Sub-14, el 1992 (rere Péter Lékó), va participar en el Campionat del món Sub-16 el 1993, i posteriorment, al Campionat del món Sub-20. El 1998, figurava en el top-20 mundial júnior.

## Carrera internacional
Guanyador dels torneigs internacionals de Montecatini Terme i Andorra, va obtenir les seves tres normes de Gran Mestre entre el juliol i el novembre de 1997, als dinou anys. El 1997 participà en el fort Torneig d'escacs d'Enghien, de Categoria X, on hi acabà empatat al 4t-6è lloc (els campions ex aequo foren Étienne Bacrot i Víktor Kortxnoi).
El 1999, la seva victòria amb negres contra el Gran Mestre anglès John Nunn fou designada "millor partida" del Chess Informant (una obra de referència en el món dels escacs). És l'únic francès que fins al dia d'avui hagi aconseguit aquesta distinció.
El 2001, a Nova Delhi, es va classificar per a la Copa del Món, on va arribar fins als vuitens de final, tot eliminant successivament els forts jugadors Emil Sutovsky i Nigel Short (Subcampió del món de 1993).
Va participar, representant França, a l'Olimpíada d'Escacs de 2000 a Istanbul i a l'Olimpíada d'Escacs de 2004 a Calvià i també al Campionat d'Europa per equips de 1999 a Geòrgia.
Ha estat dues vegades campió de la Copa d'Europa de clubs amb el club parisenc NAO Chess Club, i diverses vegades campió de França per equips amb el NAO i el Clichy.
Va guanyar el trofeu "Philidor" (creat per la Federació Francesa d'Escacs a la memòria de François-André Danican Philidor el 1996), en la categoria "revelació de l'any"; també va guanyar-lo el 2000 en la categoria de "millor jugador francès."

## Partides notables
La següent partida va ser nomenada la millor de l'Informador d'escacs número 76:
Blanques : John Nunn 

Negres : Igor Nataf

Campionat de França per equips, 1999

Defensa siciliana Kalashnikov

1.e4 c5 2.Cf3 Cc6 3.d4 cxd4 4.Cxd4 e5 5.Cb5 d6 6.c4 Fe7 7.C1c3 a6 8.Ca3 f5 9.Fd3 f4 10.g3 Cf6 11.gxf4 exf4 12.Fxf4 0-0 13.Fg3 Cg4 14.Fe2 Cxf2 15.Dd5+ Rh8 16.Fxf2 Cb4 17.Dh5 Txf2 18.Rxf2 Fh4+ 19.Rg2 g6 20.Df3 Dg5+ 21.Rf1 Fh3+ 22.Dxh3 Tf8+ 23.Ff3 De3 24.Dxh4 Cd3 25.Cd5 Dxf3+ 26.Rg1 Cf2 27.Rf1 Dxh1+ 28.Re2 Dxa1 0-1